# Загвейн, Жюль

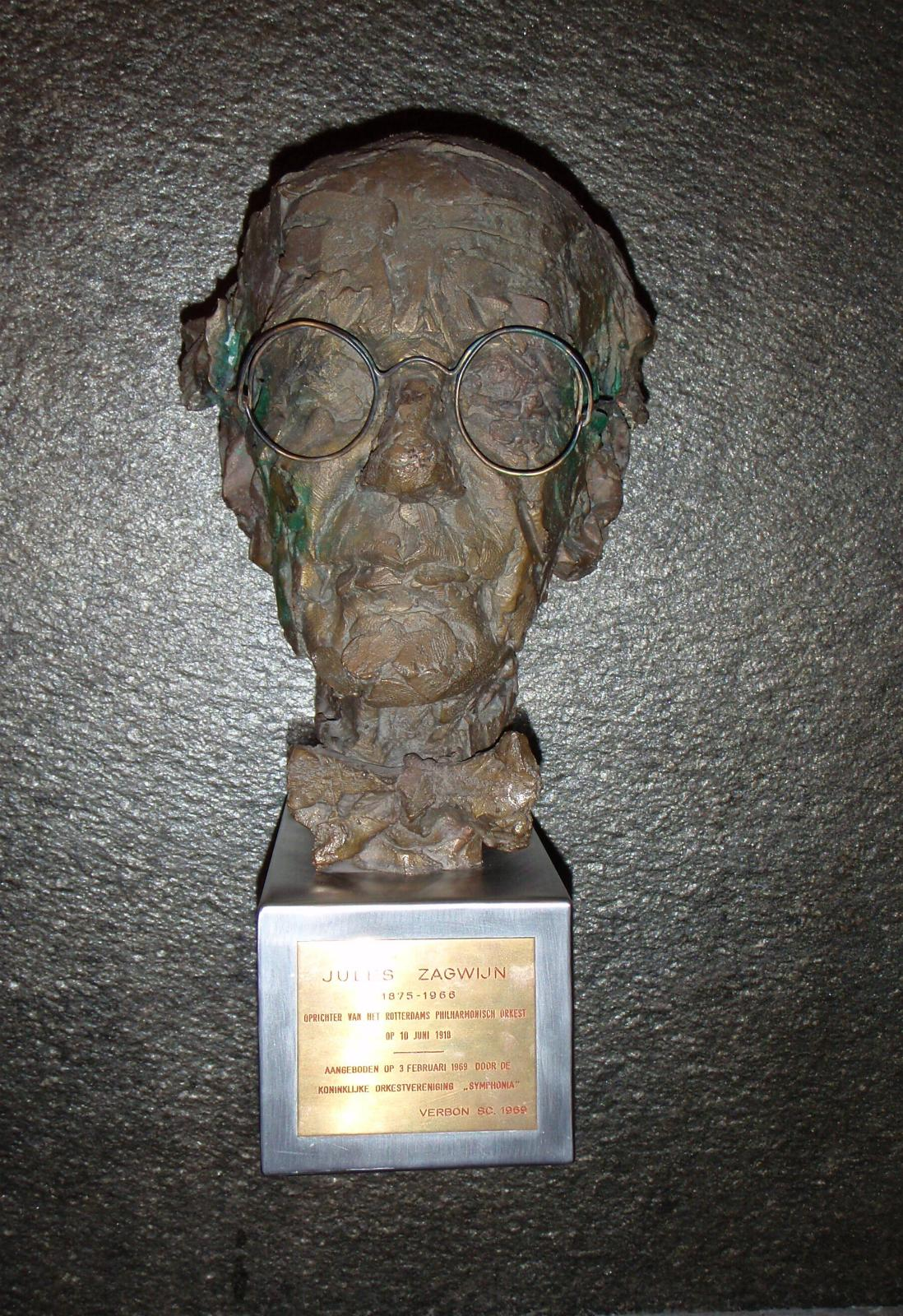
Бюст Жюля Загвейна в концертном зале «Дулен», домашней площадке Роттердамского филармонического оркестра (1969, скульптор Виллем Вербон)

Жюль Адрианюс Загвейн (нидерл. Jules Adrianus Zagwijn; 30 декабря 1874, Амстердам — 18 февраля 1966, Роттердам) — нидерландский скрипач и композитор, основатель Роттердамского филармонического оркестра.
Сын суфлёра Нидерландской оперы, старший брат композитора Хенри Загвейна. С 13 лет начал учиться игре на скрипке. В 15 лет вместе с отцом переехал в Роттердам и поступил в оркестр театра de Kleine Comedie, продолжая заниматься под руководством различных местных музыкантов, из которых некоторой известностью пользовались композитор Карел Друккер (1872—1953) и дирижёр Фердинанд Блюментритт. Работал в нескольких роттердамских театрах, в 1898—1912 гг. первая скрипка в оркестре Казино-театра.
В 1918 году Загвейн, недовольный тем, что роттердамские музыканты, постоянно занятые на работе в театрах, кинотеатрах, ресторанах и т. п., не имеют возможности играть серьёзный репертуар, стал инициатором создания «Общества совместной творческой практики профессиональных музыкантов» (нидерл. Genootschap van Beroepsmusici tot Onderlinge Kunstbeoefening) — своеобразного клуба, предназначенного для частного музицирования, не нацеленного на извлечение прибыли. Загвейн занял в коллективе позицию первого концертмейстера; первым художественным руководителем Общества стал Виллем Фельцер. В роли концертмейстера Загвейн оставался 10 лет.
С 1935 года Загвейн прекратил исполнительскую деятельность, сосредоточившись на преподавании. Среди его учеников, в частности, дирижёр Дольф ван дер Линден.
Загвейн сочинял музыку начиная с 1906 года. Среди его произведений — симфоническая поэма «Душевная скорбь» (фр. Douleur de l'âme), впервые исполненная Роттердамским филармоническим оркестром под управлением Виллема Фельцера, опера «Семья Темпельман» (нидерл. De familie Tempelman), поставленная в Роттердаме в 1931 году, и другие пьесы и переложения.
Именем Загвейна в 1968 году названа улица (нидерл. Zagwijnlaan) в роттердамском районе Моленлаанквартир.